# بطولة الرابطة المتحدة لكرة القدم
بطولة الرابطة المتحدة لكرة القدم (بالإنجليزية: USL Championship)، هو دوري كرة قدم محترف للرجال في الولايات المتحدة يُصنَّف ضمن الدرجة الثانية في نظام الدوريات الكروية في البلاد، ويعدّ أعلى بطولات بطولة الرابطة المتحدة لكرة القدم على مستوى الرجال، متقدما على دوري الرابطة المتحدة لكرة القدم الدرجة الأولى.
تُقام البطولة وفق نظام الامتياز الرياضي، وتضم 24 فريقاً موزعين على المؤتمر الشرقي والمؤتمر الغربي. يتنافس كل نادٍ في موسم منتظم بنظام الدوري الكامل يُقام سنوياً من فصل الربيع حتى الخريف. وفي نهاية الموسم، يُمنح الفريق صاحب أكبر عدد من النقاط درع اللاعبين، كما تتأهل أفضل ثمانية فرق من كل مؤتمر إلى البطولة الفاصلة التي تُختتم بـ نهائي الدوري المتحد لكرة القدم، الذي يحدد بطل الموسم. وتتنافس فرق البطولة كذلك في كأس الولايات المتحدة المفتوحة، إلى جانب كأس الدوري المتحد لكرة القدم.
انطلقت البطولة لأول مرة في موسم 2011 تحت اسم دوري الرابطة المتحدة لكرة القدم برو، بعد دمج بطولتين محترفتين سابقتين تابعتين للرابطة، وذلك عقب انشقاق عدة أندية لتأسيس دوري أمريكا الشمالية لكرة القدم. وقد مُنحت البطولة في البداية صفة دوري من الدرجة الثالثة من قِبل اتحاد كرة القدم في الولايات المتحدة، قبل أن تُرفع إلى الدرجة الثانية اعتباراً من عام 2017.
شاركت فرق رديفة تابعة لأندية دوري المحترفين الأمريكي في البطولة بين عامي 2014 و2022، قبل إطلاق دوري المحترفين الأمريكي لكرة القدم. وفي عام 2019، اتخذت البطولة اسمها الحالي عقب إعادة تنظيم هرم البطولات التابعة للرابطة. وتخطط الرابطة المتحدة لكرة القدم حالياً لإطلاق دوري جديد يُتوقع أن يُدعى الرابطة المتحدة لكرة القدم الدرجة الأولى ليحل مستقبلاً محل البطولة الحالية كأعلى درجاتها الاحترافية.
وحتى موسم 2024، يُعد نادي كولورادو سبرينغز سويتشباكس حامل لقب البطولة، في حين يُعد كل من لويفيل سيتي وأورلاندو سيتي الأكثر تتويجاً بالبطولة برصيد لقبين لكل منهما. ويحمل لويفيل سيتي لقب درع اللاعبين لموسم 2024، بينما يُعد أورلاندو سيتي أكثر من تُوّج بهذا الدرع بواقع ثلاث مرات.
انتقلت ثلاثة أندية سابقة من البطولة إلى الدوري الأمريكي لكرة القدم، وهي: أورلاندو سيتي، إف سي سينسيناتي، ناشفيل إس سي.

## الفرق

### فرق الشرق
| الفريق              | المدينة                      | الملعب                         | السعة  |
| ------------------- | ---------------------------- | ------------------------------ | ------ |
| اتلانتا يونايتد 2   | كتساو-جورجيا                 | ملعب فيفث                      | 10.000 |
| فيلادلفيا يونيون 2  | شيستر-بنسلفانيا              | ملعب تالين أنرجي               | 19.000 |
| بيرمينغهام لجيون    | بيرمينغهام-الاباما           | ملعب بي بي في اي               | 8.000  |
| تشارلستون بيتري     | تشارلستون-كارولاينا الجنوبية | ملعب هيلث (كارولاينا الجنوبية) | 6.000  |
| تشارلوت إندبنتنس    | ماتثوس-كارولاينا الشمالية    | ملعب ماثويس                    | 3.000  |
| هارتفورد اتلتيك     | هارتفورد-كونيتيكت            | ملعب ديلون                     | 5.000  |
| ايندي الفين         | أنديانابوليس-انديانا         | ملعب لوكاس أويل                | 62.000 |
| لودون يونايتد       | ليسبورغ-فيرجينيا             | ملعب اودي                      | 5.000  |
| لويسفيل سيتي        | لويسفيل-كنتاكي               | ملعب سلوغر                     | 14.000 |
| ممفيس 901           | ممفيس-تينيسي                 | ملعب أوتو زون                  | 10.000 |
| نادي ناشفيل         | ناشفيل-تينيسي                | ملعب فرست تينيسي               | 10.000 |
| نيو يورك ريد بولز 2 | نيو جيرسي-نيو جيرسي          | ملعب نيو جرسي                  | 5.000  |
| نادي شمال كارولاينا | كاري-كارولاينا الشمالية      | ملعب شيلين ويكميد بارك         | 10.000 |
| أوتاوا فيوري        | اوتاوا-اونتاريو              | بي ام او فيلد                  | 28.000 |
| بيتسبورغ ريفرهوندز  | بيترسبورغ-بنسلفانيا          | ملعب هيغمارك                   | 10.000 |
| نادي سانت لويس      | فنتون-ميسوري                 | ملعب تكنولوجي                  | 6.200  |
| سويب بارك رينجرز    | كانسس سيتي-كانساس            | ملعب شيلدرن                    | 21.000 |
| تامبا باي موتيني    | سانت بيترسبورغ-فلوريدا       | ملعب الونغ                     | 7.000  |

### فرق الغرب
| الفريق                  | المدينة                   | الملعب                     | السعة  |
| ----------------------- | ------------------------- | -------------------------- | ------ |
| بروتلاند تمبرز 2        | بورتلاند-اوريغون          | ملعب بروفايدنس             | 25.000 |
| نيو مكسيكو يونايتد      | ألبوركيكي-نيو مكسيكو      | إستوبس بارك                | 13.000 |
| نادي فرسنو              | فرونسو-كاليفورنيا         | شكشينسي بارك               | 10.000 |
| نادي رينو 1868          | رينو-نيفادا               | نيفادا فيلد                | 9.000  |
| تولسا روناكس            | تولسا-اوكلاهوما           | ملعب انوك                  | 5.000  |
| لاس فيغاس لايتس         | لاس فيغاس-نيفادا          | ملعب كشمان فيلد            | 9.000  |
| اوستين بولد             | أوستين-تكساس              | ملعب بولد (تكساس)          | 5.000  |
| اوكلاهوما سيتي أنرجي    | اوكلاهوما سيتي-اوكلاهوما  | ملعب تافت                  | 7.500  |
| نادي ساكارامينتو ريببلك | ساكارامينتو-كاليفورنيا    | ملعب الأب مارفي            | 11.000 |
| لوس انجلوس غالاكسي 2    | كارسون-كاليفورنيا         | ملعب لوس انجلوس            | 5.000  |
| فينيكس راسينغ           | فينيكس-اريزونا            | ملعب كازينو اريزونا        | 6.200  |
| نادي أورنج كاونتي       | لوس انجلوس-كاليفورنيا     | ملعب لوس انجلوس            | 5.000  |
| ألباسو لوكوموتيف        | الباسو-تكساس              | ملعب ساوث واست يونيفيرسيتي | 5.000  |
| ريو غراندي فيلي         | ادنبورغ-تكساس             | اتش او بي بارك             | 9.000  |
| ريال موناركس            | هريمان-يوتا               | ملعب زونس بانك             | 5.000  |
| نادي سان انطونيو        | سان أنطونيو-تكساس         | ملعب تويوتا                | 8.000  |
| نادي كولورادو سبرينغس   | كولورادو سبرينغس-كولورادو | ملعب ويندر كولورادو        | 7.000  |
| تاكوما ديفنس            | تاكوما-ولاية واشنطن       | ملعب شني                   | 6.000  |

## شكل المنافسة

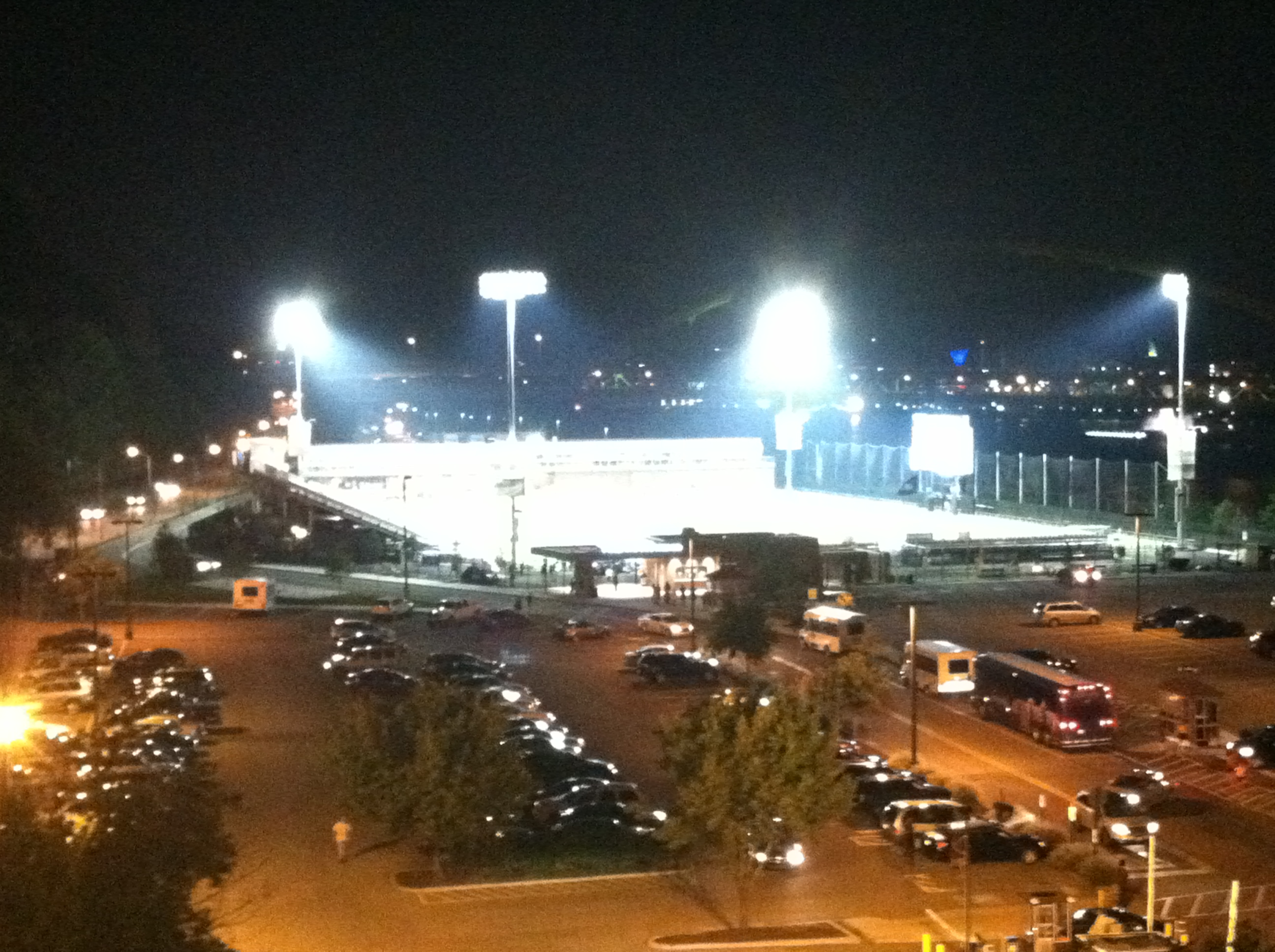
ملعب هيغمارك ليلا معقل نادي بيتسبورغ ريفرهوندز.

شهد موسم 2015 من دوري "الرابطة المتحدة لكرة القدم برو" تعديلًا في نظام الجدولة، وذلك استجابةً لعملية التوسعة التي جرت خلال موسم 2014–2015، والحاجة التنظيمية لتقسيم الفرق إلى مؤتمرين، مما أدى إلى إلغاء الجدول الموحد الذي كان معمولًا به سابقًا.

خاضت جميع الفرق 28 مباراة في الموسم المنتظم، والذي امتد من مارس حتى سبتمبر. شمل الجدول 22 مباراة ضمن نظام الذهاب والإياب، حيث لعب كل فريق ضد جميع خصومه في المؤتمر ذاته على أرضه وخارجها. أما المباريات الست المتبقية فقد أُقيمت ضد منافسين إقليميين، ما أدى إلى إقامة بعض المباريات بين فرق من مؤتمرين مختلفين. تأهلت الفرق الستة الأولى من كل مؤتمر إلى الأدوار الإقصائية التي أُقيمت في أكتوبر، وجرت بنظام خروج المغلوب من مباراة واحدة. وبعد ثلاث جولات داخل كل مؤتمر، التقى بطلا المؤتمرين في المباراة النهائية، والتي استضافها الفريق صاحب السجل الأفضل في الموسم العادي. وفي موسم 2016، تم تمديد عدد مباريات الموسم إلى 30 مباراة.

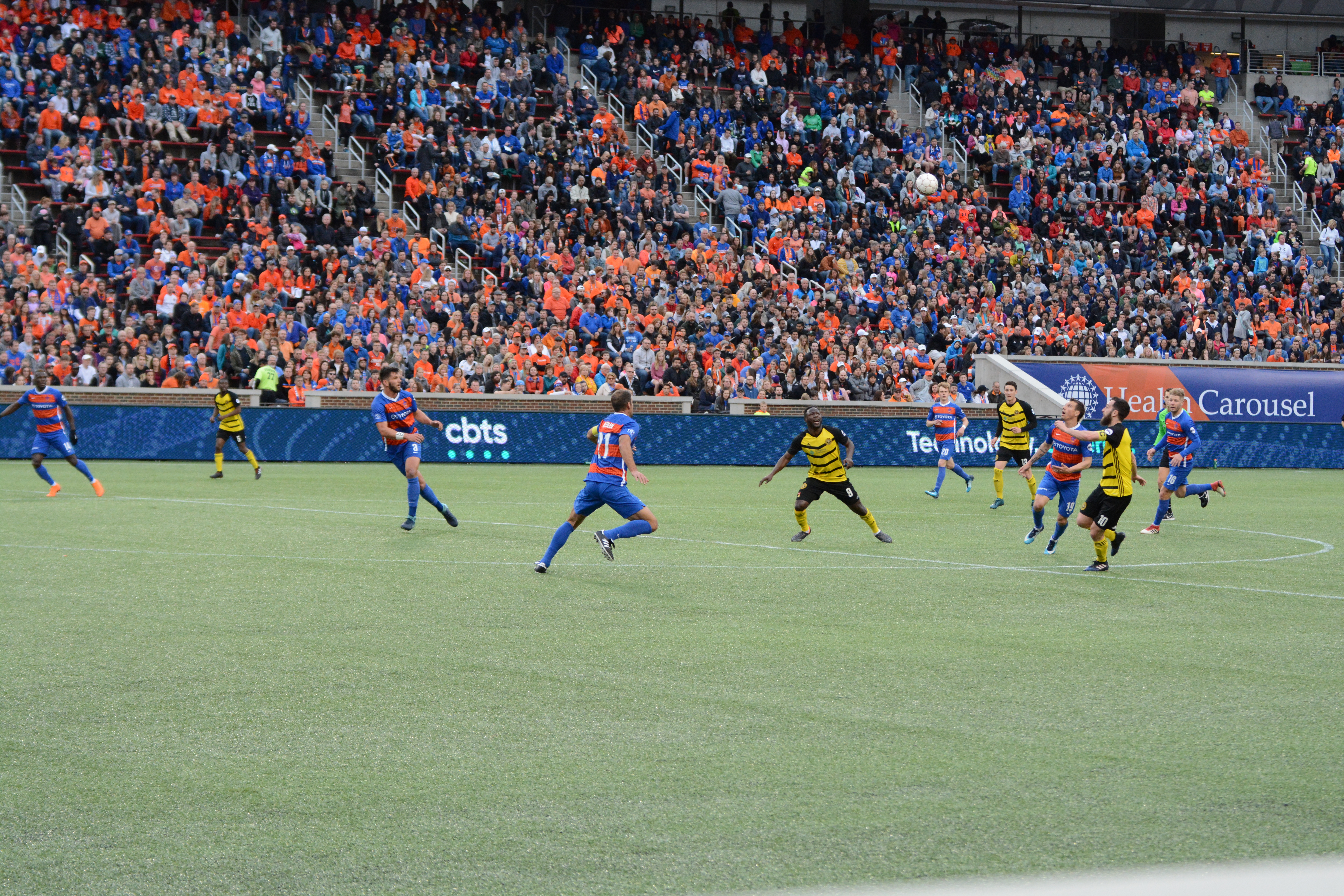
إحدى مباريات الدوري في 2018.

ابتداءً من موسم 2019، اقتصر جدول الموسم المنتظم على مباريات ضمن كل مؤتمر فقط، حيث خاض كل فريق جدولاً متكاملاً من مباريات الذهاب والإياب داخل مؤتمره، ليصل مجموع المباريات إلى 34. وتأهلت أفضل عشرة فرق من كل مؤتمر إلى الأدوار الإقصائية، التي أُجريت على شكل منافسات خروج المغلوب من مباراة واحدة، ضمن أقواس مستقلة لكل مؤتمر. شهدت الجولة التمهيدية – المعروفة باسم "جولة التحدي" (Play-In Round) – منافسة الفرق المصنفة بين المراكز السابع والعاشر، حيث استضاف الفريق السابع الفريق العاشر، والثامن استضاف التاسع. وانضم الفائزون إلى الفرق الستة الأولى في مؤتمراتهم، حيث واجه الفريق صاحب التصنيف الأدنى الفريق الأول، بينما واجه الفريق الثاني الفريق الآخر المتأهل. أُقيمت جميع مباريات الأدوار الإقصائية حتى نهائي المؤتمر على ملاعب الفرق الأعلى تصنيفًا.
أما نهائي بطولة الدوري الأمريكي، فهو المباراة الوحيدة التي تجمع بين بطلَي المؤتمرين، وتُقام على أرض الفريق الذي حقق أفضل سجل في الموسم العادي.